# Antoni Wacław Stadnicki
Antoni Wacław Michał Egidiusz Franciszek Stadnicki herbu Szreniawa bez Krzyża (ur. 28 września 1771 w Opatowie, zm. 15 sierpnia 1836 w Trzcinicy) – polski ziemianin i historyk.
Był synem Franciszka Stadnickiego i Teresy z domu Wężyk. W 1791 został członkiem komisji cywilno-wojskowej ziemi wieluńskiej. W 1792 roku został wybrany z sejmiku ziemskiego ziemi kaliskiej delegatem do króla z podziękowaniem za Ustawę Rządową 3 Maja. Po trzecim rozbiorze Polski podróżował, był m.in. w Holandii. Po powrocie osiadł początkowo w Dukli, później w Żmigrodzie zakupionym w 1801. Był członkiem założonego w  1810 w Warszawie Towarzystwa Rolniczo-Gospodarczego. W latach 1812–1819 sprawował nadzór nad dukielskim odcinkiem pocztowego traktu węgierskiego. W 1815 polecił sporządzić katalog zgromadzonej w Żmigrodzie biblioteki księgozbiór liczył 1774 tomy. 
Od 1800 gromadził książki, był właścicielem części zbiorów po Ewaryście Kuropatnickim, prowadził korespondencję i wymianę książek z Józefem Maksymilianem Ossolińskim. 15 listopada 1826 roku został członkiem honorowym nowo powstałego Towarzystwa Naukowego Krakowskiego. Prowadził badania naukowe nad średniowieczem, nad dziejami Żydów i nad dziejami ziemi podkarpackiej. Był mecenasem lwowskich czasopism naukowych Pamiętnika Lwowskiego i Pszczoły Polskiej. Od 1827 roku był posłem galicyjskiego sejmu stanowego.
Z małżeństwa zawartego w 1801 z Józefą z Jabłonowskich, córką Stanisława, starosty wiszniowskiego miał czterech synów: Kazimierza Piotra, Aleksandra, Władysława (ur. 1810) oraz Zygmunta - księdza.